# Transmission (Erbrecht)
Unter Transmission im Erbrecht (von lat. trans „(hin)durch“ und mittere „schicken“) wird die Weitergabe des Erbrechtes über einen Erben hinweg auf dessen erbberechtigte Erben verstanden.
Hat ein Erbe E ein Erbrecht von V erworben, konnte das Erbe aber noch nicht antreten, bevor er selbst verstorben ist, so wird das Erbe durch seine Person „durchgereicht“, so dass die Erben (z. B. S1, S2, S3 …) in das Erbe des E eintreten.
Beispiel: Die Ehegatten V und E sterben bei einem Verkehrsunfall. Es kann nicht sicher festgestellt werden, wer zuerst verstorben ist. Besteht im nationalen Recht die gesetzliche Vermutung (Kommorientenvermutung), wenn das Gegenteil nicht bewiesen werden kann, dass von mehreren gestorbenen Menschen diese gleichzeitig gestorben sind, so kann der Sohn (S) von E, der in die Ehe mitgebracht wurde und nicht von V adoptiert wurde, kein Erbrecht in das Vermögen von V geltend machen. Wäre V auch nur eine Sekunde vor E verstorben, wäre in diesem Beispiel das Erbe von V in dieser juristischen Sekunde auf E übergegangen und nach dem Tod von E an den Sohn S. S hätte also V und E beerbt. Das Erbrecht wäre durch E "weitergereicht" worden.